# 히다카 진흥국

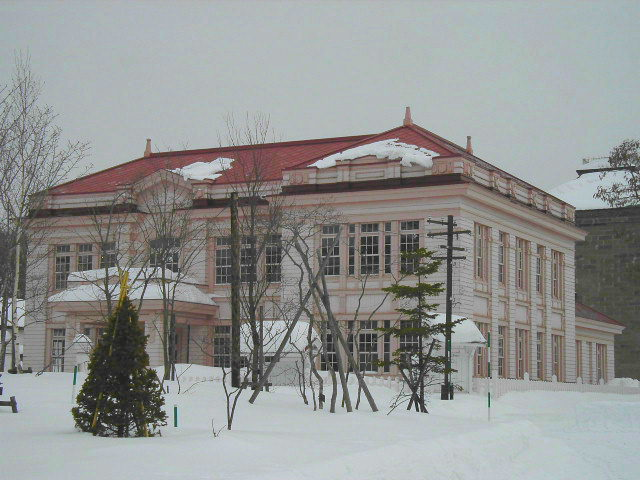

히다카 진흥국(일본어: 日高振興局 히다카신코쿄쿠[*])은 2010년 4월 1일에 홋카이도의 히다카 지청 대신 설치된 진흥국이다. 진흥국 소재지는 우라카와 군 우라카와정이다. 광역 업무의 경우는 이부리 종합진흥국에서 이 곳까지 관할한다.

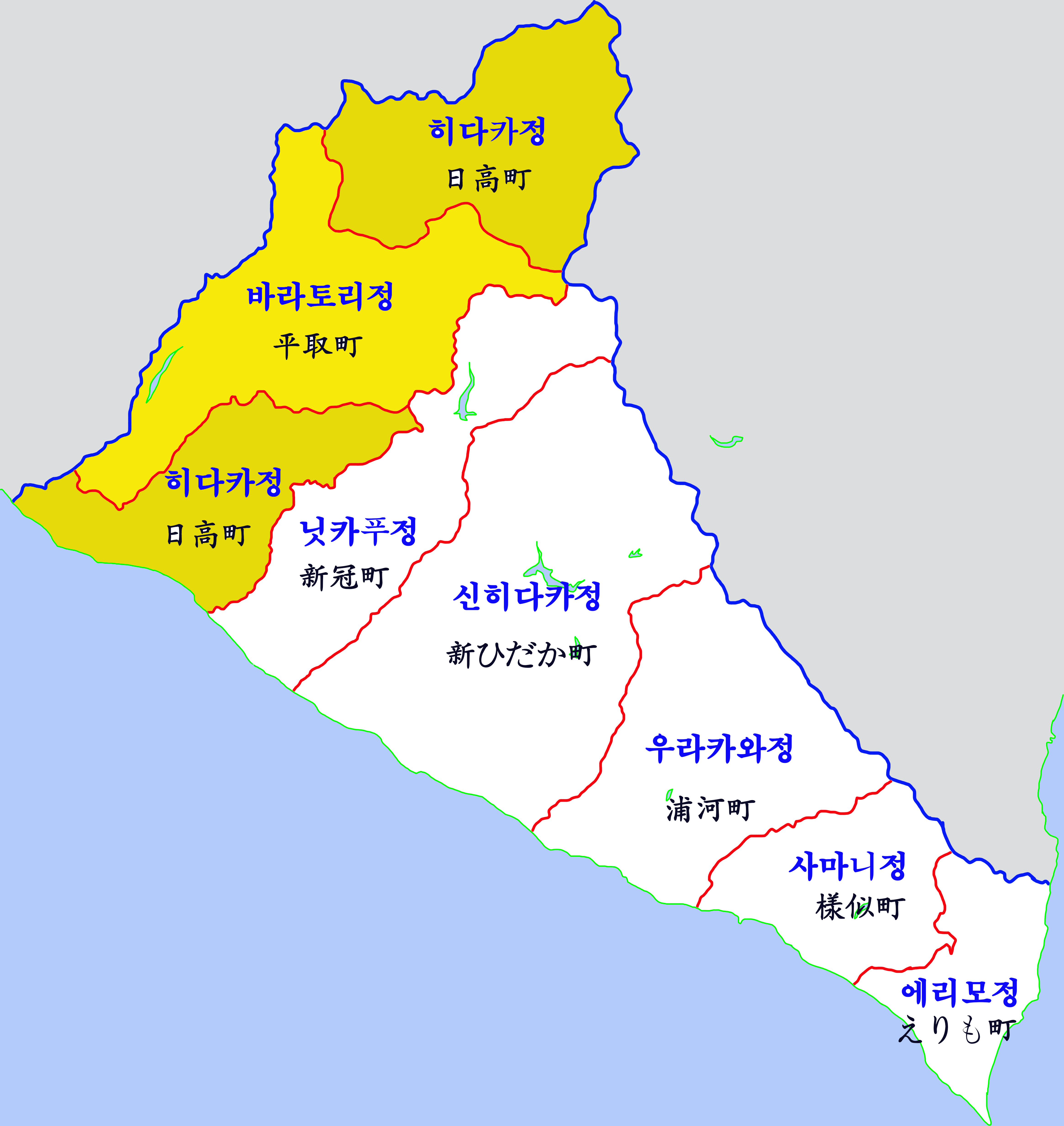

## 행정구역
- 사루군
  - 히다카정(日高町) - 비라토리정(平取町)
- 니캇푸군
  - 니캇푸정(新冠町)
- 히다카군
  - 신히다카정(新ひだか町)
- 우라카와군
  - 우라카와정(浦河町)
- 사마니군
  - 사마니정(様似町)
- 호로이즈미군
  - 에리모정(えりも町)